# Йовери Мусевени
Йовери Кагута Мусевени (на английски: Yoweri Kaguta Museveni) е настоящият президент на Уганда от 29 януари 1986 г.

## Биография
Участвал е във войната, която сваля президента Иди Амин (1971 – 1979), и в размириците, довели впоследствие до отказването от властта на Милтън Оботе (1980 – 1985). Мусевени донася относителна стабилност и икономически растеж на страната (освен в северните части), която в продължение на десетилетия е жертва на лошо управление, размирици и гражданска война. По негово време се провежда кампания за борба със СПИН, сред най-ефективните в Африка.
В средата и края на 1990-те години Мусевени е хвален от Запада като член на ново поколение африкански водачи. Президентството му обаче е помрачено от намесата в Гражданската война в Демократична република Конго и в други конфликти в района на Големите езера. Бунтовниците на север продължават да подхранват един от на-лошите хуманитарни проблеми в света. След конституционни поправки, ограничаващи продължителността на президентския мандат, на 23 февруари 2006 г. в Уганда се провеждат президентски и парламентарни избори. Те, както и арестът на основния опозиционен водач, привличат вниманието на местните коментатори и на международната общност. Йосевери Мусевени печели президентския мандат за още 5 години с 59% от гласовете. Главният му опонент, негов бивш личен лекар, Киза Бесигие, събира 37% от гласовете.
На следващите президентски избори през 2011 г. Мусевени печели нов 5-годишен мандат. През февруари 2014 г. подписва закон, който предвижда доживотен затвор за хората с хомосексуална ориентация, с което си спечели критиките на САЩ, че използва диктаторски методи на управление. Преизбран е за президент с резултат 60,62 % на изборите през 2016 г.